# Leukopeus
Leukopeus (altgriechisch Λευκωπεύς Leukōpeús) ist in der griechischen Mythologie ein Sohn des Porthaon, des Königs von Pleuron und Kalydon, und der Euryte.
Als Geschwister hatte er die Brüder Oineus, Agrios, Alkathoos und Melas, sowie Sterope, die die Mutter der Sirenen gewesen sein soll, als Schwester.